# Полубяновка
Полубяновка — упразднённый хутор в Воронежской области России.

## География
Месторождение подземных вод «Полубяновское» (балка Полубяновская):43

## История
Территория на которой находится хутор в XVII веке относилась к Воронежскому уезду, а в середине XIX века к Коротоякскому уезду.
В 1887 году — выселок в Левороссошанской волости, где на 8 дворах проживало 53 человека.
На рубеже 19 и 20 веков на выселке была охотничья организация — Воронежское отделение Всероссийского общества любителей породистых собак (в просторечии — Полубянка).
До 1919 года в населённом пункте содержалась стая породистых гончих собак. В. С. Самбуров сообщает: «Последние собаки разошлись по рукам в 1924 году».
Хутор входил в состав Каширского района, Колодезянского сельского поселения. 15 декабря 2009 года был присоединен к городскому округу город Нововоронеж.

## Инфраструктура
Индивидуальная застройка усадебного типа.
:10

### Социальная инфраструктура
Лыжная трасса ХиСкоЯн.
В 2022 году предполагалась разместить школу, детский сад и магазины. Овраги, расположенные на границе данной территории, предлагается преобразовать под парк отдыха, засадив их склоны лиственными породами деревьев:85.

### Инженерная инфраструктура
Газифицировано, электрифицировано, есть водоснабжение.
Источники водоснабжения водозаборы «Полубяновский-1», «Полубяновский-2»:11
Для обеспечения теплом жилой усадебной застройки района Полубяновка предполагается использовать поквартирные
теплогенераторы, а обеспечение теплом общественных зданий района Полубяновка предполагается осуществлять от отдельно
стоящей блочной газовой котельной БМК:102.

## Достопримечательности, памятные места
На невысоком холме в Полубяновке установлен памятный знак — ротонда в честь А. С. Пушкина.

## Транспорт
Имеется железнодорожная станция (остановочный пункт) Полубяновка.
Автобусное сообщение.